# یوری آرتوکین
یوری آرتوکین (به انگلیسی: Yury Artyukhin) فضانورد اهل اتحاد شوروی است که در ۲۲ ژوئن ۱۹۳۰ در بخش کلینسکی زاده شد. وی در مأموریت سایوز ۱۴ حضور داشته‌است.